# Zamia nana
Zamia nana — вид саговникоподібних з родини замієвих (Zamiaceae). Місцем проживання цього виду є Панама.